# Mimela lissoptera
Mimela lissoptera är en skalbaggsart som beskrevs av Ohaus 1932. Mimela lissoptera ingår i släktet Mimela och familjen Rutelidae. Inga underarter finns listade i Catalogue of Life.